# Paraplanodes granulatocostatus
Paraplanodes granulatocostatus är en skalbaggsart som först beskrevs av Heller 1923.  Paraplanodes granulatocostatus ingår i släktet Paraplanodes och familjen långhorningar.
Artens utbredningsområde är Filippinerna. Inga underarter finns listade i Catalogue of Life.